# Medalha Walter H. Bucher
A  Medalha Walter H. Bucher  é uma   recompensa científica  concedida  pela  União Geofísica Americana   em reconhecimento à contribuições originais ao conhecimento básico da crosta terrestre.
A medalha foi instituída em 1966   em homenagem ao  geólogo norte-americano Walter Hermann Bucher (1888-1965), presidente da entidade de 1948  a 1953, por suas importantes contribuições no estudo do  tectonismo e  principais  características da estrutura da Terra.

## Laureados[1]
- 1968 – John Tuzo Wilson
- 1969 – James Gilluly
- 1970 – David T. Griggs
- 1971 – Robert S. Dietz
- 1972 – William Jason Morgan
- 1974 – Maurice Ewing
- 1975 – Lynn Sykes
- 1977 – Bruce C. Heezen
- 1979 – Edward Irving
- 1981 – Jack E. Oliver
- 1983 – John W. Handin
- 1985 – John G. Sclater
- 1987 – William F. Brace
- 1989 – Arthur H. Lachenbruch
- 1991 – Seiya Uyeda
- 1993 – Aleksey N. Khramov
- 1995 – Patrick Hurley
- 1996 – Hiiro Kanamori
- 1998 – Norman Sleep
- 2000 – James H. Dieterich
- 2002 – Stuart Ross Taylor
- 2004 – Mervyn S. Paterson
- 2006 – E. Bruce Watson
- 2008 – Mark D. Zoback
- 2010 – Paul F. Hoffman
- 2012 – James R. Rice
- 2014 – Bryan Isacks